# 오브다 공항
오브다 공항(영어: Ovda Airport, IATA: VDA, ICAO: LLOV)은 에일라트에 위치한 이스라엘의 국제공항으로 현재 오브다 공항은 3개의 국내선 노선과 3개의 국제선을 운항하고 있으며 계절편 국제선 노선도 운항하고 있다. 또한 이스라엘 공군이 이 공항을 사용하고 있으며 향후 신공항인 팀나 공항이 개항되면 에일라트 공항과 폐쇄될 예정이다.

## 운항 노선

### 국제선
| 항공사               | 목적지                                                     |
| -------------------- | ---------------------------------------------------------- |
| 아키아 이스라엘 항공 | 계절편 : 파리(샤를 드 골)                                  |
| 엘알 이스라엘 항공   | 계절편 : 파리(샤를 드 골)                                  |
| 프리메라 항공        | 계절편 : 빌룬, 예테보리(란테보리), 헬싱키, 말뫼            |
| 핀에어               | 계절편 : 헬싱키                                            |
| 에어 메디테라네      | 계절편 : 파리(샤를 드 골)                                  |
| 아크플라이           | 계절편 : 암스테르담                                        |
| 콘랜던 네덜란드 항공 | 계절편 : 암스테르담                                        |
| 엔터 에어            | 바르샤바(쇼팽)                                             |
| VIM 항공             | 모스크바(도모데도보)                                       |
| 아에로플로트         | 모스크바(셰레메티예보)                                     |
| 로시야 항공          | 계절 전세편 : 상트페테르부르크                             |
| 라이언에어           | 브뤼셀, 바덴바덴, 브레멘, 베를린, 프랑크푸르트, 뒤셀도르프 |

### 국내선
| 항공사               | 목적지                                         |
| -------------------- | ---------------------------------------------- |
| 아키아 이스라엘 항공 | 하이파, 텔아비브(벤구리온), 텔아비브(수드도브) |